# Carl Douglas (1888–1946)
Scholto Carl Douglas, född 23 november 1888 i Gerstorp i Kaga församling i Östergötlands län, död 2 juni 1946 i Stjärnorps slott i Stjärnorps församling i Östergötlands län, var en svensk greve, kammarherre, ryttmästare och godsförvaltare.
Carl Douglas var son till riksmarskalken, greve Ludvig Douglas och grevinnan Anna Ehrensvärd samt yngre bror till Robert och Archibald Douglas. Han blev underlöjtnant vid Livregementets dragoner 1910, löjtnant 1916, ryttmästare 1925 och kammarherre 1930. Han var chef för kavalleriets underofficersskola från 1922. Han förvaltade och bebodde Stjärnorps säteri. Han var ledamot av kommunfullmäktige, kyrkorådet, skolstyrelsen och fattigvårdsstyrelsen samt ordförande i taxeringsnämnden.
Han hade en rad utmärkelser; han var riddare av Svärdsorden (RSO) och Vasaorden (RVO), Hohenzollernska husordens andra klass (HohH02kl), riddare av Finlands Vita Ros’ ordens första klass (RFinlVROlkl), riddare av Norska S:t Olavs ordens första klass (RNS:tOO-1kl) och riddare av Italienska Kronorden (RItKrO).
Han ägde Nellenburg i Baden tillsammans med modern och syskonen från 1908 samt Alguvid i Kaga socken tillsammans med brodern Oskar Vilhelm.
Carl Douglas gifte sig 1919 med Maria von Schlichting (1895–1971). De fick barnen Christina 1923 (gift Banér, död 1968) och Madeleine 1927 (gift Ramel).